# Bruin Beer
Bruin Beer, oorspronkelijke Engelse naam Br'er Bear, is een fictieve bruine beer uit het Duckstadse Bos. In de Nederlandstalige verhalen wordt hij meestal Meneer Beer genoemd.
Tegenwoordig is hij vooral bekend als stripfiguur in allerlei korte verhalen die in het weekblad Donald Duck hebben gestaan. Het personage komt oorspronkelijk uit Song of the South, een lange Disney-tekenfilm uit 1946. Deze tekenfilm was op zijn beurt gebaseerd op Uncle Remus, His Songs and His Sayings: The Folk-Lore of the Old Plantation, een boek van Joel Chandler Harris uit 1880.

## Verhaallijnen
Bruin Beer is boer van beroep, en kweekt onder meer wortels. Ook houdt hij kippen. 
Hij is over het algemeen erg dom, waardoor de andere bosbewoners hem steeds een loer weten te draaien. Bruin Beer is ook een van de vaste leden van de Booswichtenclub. De plannen van deze club mislukken echter vaak door de domheid van Bruin Beer.
Meneer Beer komt voor in veel van de verhalen waarin Broer Konijn de hoofdrol speelt, en in sommige verhalen waarin ook Midas Wolf meedoet. In de verhalen met Broer Konijn in de hoofdrol is Bruin Beer meestal een van de antagonisten. Samen met Rein Vos probeert hij Broer Konijn hier te vangen en op te eten. Broer Konijn verzint steeds weer iets nieuws waardoor hij op het laatste moment aan het tweetal kan ontsnappen. In andere verhalen waarin Broer Konijn en Bruin Beer samen voorkomen (zonder de vos erbij), is Broer Konijn er vaak op uit om de wortels van Meneer Beers akker te stelen. Midas heeft het van zijn kant steeds voorzien op de kippen van Meneer Beer. 
Vooral om die reden heeft Meneer Beer een grote hekel aan Midas (hoewel ze in andere verhalen dan weer samen in de Booswichtenclub zitten). Meneer Beer neemt af en toe ook andere bosbewoners in bescherming tegen Midas.
Bruin Beer is getrouwd met Mevrouw Beer. Samen hebben ze in de meeste verhalen twee zoontjes, Tjibbe en Tjobbe. Soms hebben ze nog een of meer andere kinderen.